# Chrysoprasis sobrina
Chrysoprasis sobrina är en skalbaggsart som beskrevs av Bates 1870. Chrysoprasis sobrina ingår i släktet Chrysoprasis och familjen långhorningar.
Artens utbredningsområde är Venezuela. Inga underarter finns listade i Catalogue of Life.